# Вейник пурпурный
Ве́йник пурпу́рный, или вейник бурый, или вейник изви́листый, или вейник Попла́вской, или вейник Ла́нгсдорфа, или вейник тростникови́дный, или вейник высо́кий (лат. Calamagróstis purpúrea) — многолетнее травянистое растение; вид рода Вейник (Calamagrostis) семейства Злаки, или Мятликовые (Poaceae).
Вид описан немецко-российским ботаником Карлом Бернхардом Триниусом (1778—1844) в 1824 году.
В советской и российской научной литературе вейники пурпурный, извилистый (С. flexuosa), Лангсдорфа (C. langsdorffii), Поплавской (C. poplawskae) и тростниковидный (C. phragmitoides) часто рассматриваются как различные виды.

## Название
Латинское родовое название встречается ещё у Диоскорида, образовано от двух слов греческого происхождения лат. cálamus. (от др.-греч. κάλαμος — тростник, камыш) и лат. Agróstis (от др.-греч. ἄγρωστις — кормовая трава рода Полевица), что указывает на сходство с этими растениями.
Русское родовое название «вейник» происходит от глагола «веять».
Видовой эпитет лат. purpúrea отражает окраску колосков.
Видовой эпоним наиболее распространённого синонима назван в честь немецко-российского натуралиста, путешественника и общественного деятеля Г. И. Лангсдорфа (1774—1859).

## Ботаническое описание
Корневище длинное, ползучее, образует рыхлые дерновины. Стебли 75—150 см высотой, голые, с 4—6 расставленными узлами, ветвятся в нижней половине.
Листья 3—10 мм шириной, раскидистые, плоские, ярко-зелёные, обычно голые, реже с рассеянными длинными волосками. Лигулы верхних стеблевых листьев цветущих побегов 6—10 мм длиной, у вегетативных побегов — 2—4 мм; часто разорванные.
Метёлки 10—20 (до 30) см длиной, более-менее густые, до и после цветения сжатые, во время цветения слабораскидистые; веточки их восходящие, остро-шершавые, с густо расположенными колосками. Колоски 3,5—6 мм длиной, от серовато зелёных до красновато-фиолетовых. Колосковые чешуи по всей поверхности шероховатые от коротких шипиков (изредка волосковидно удлиняющихся). Нижние цветковые чешуи на каллусе с волосками, равными по длине чешуям, на спинке с тонкой остью 2—3 мм длиной, отходящей выше середины или нижней трети спинки и не выступающей из колоска. Ось колоска в основании верхней цветковой чешуи более-менее развита и представлена обильно опушённым стерженьком 0,2—0,8 мм длиной.
Среднерусские популяции очень полиморфны, нередко имеют признаки вейника седеющего (Calamagrostis canescens), что считается результатом древней и, возможно, современной гибридизаций.
Число хромосом: 2n = 28, 42, 56, 70.
| |  |  |  |  |
| Слева направо: часть метёлки, чешуи колосков, лигула (язычок), средняя часть побега, дерновины на заболоченном лугу. |  |  |  |  |

## Распространение
Широко распространён в лесной зоне Северного полушария, в том числе почти по всей территории России.

## Экология
Вид произрастает на болотах и болотистых лугах, среди кустарников, на приречных песках и галечниках; до среднего горного пояса.

## Химический состав
В фазе плодоношения (от абсолютно сухого вещества) содержит: 6,6 % золы, 11,3 % протеина, 1 % жира, 34,5 % клетчатки и 45,5 % БЭВ; во время цветения — соответственно 5,9; 8,5; 7,4; 1,6; 36,5 и 47,6 %; в отаве — соответственно 9,0; 15.9; 1,2; 33,4 и 47,5 %.

## Значение и применение
Кормовой злак, используемый в основном для сенокошения. При уборке без потерь он может давать весьма высокие урожаи. Заготовленный до цветения, в сене поедается удовлетворительно. На пастбище хорошо поедается домашним скотом до цветения, а олени питаются зимующими побегами. Кормовые качества сена, заготовленного до цветения удовлетворительные, в поздние сроки уборки — приравниваются к соломе. В Сибири и на Дальнем Востоке составляет основную массу заготавливаемого сена.

## Таксономия
Calamagrostis purpurea (Trin.) Trin., 1824, Gram. Unifl. Sesquifl.: 219
Вид Вейник пурпурный относится к роду Вейник (Calamagrostis) семейства Злаки, или Мятликовые (Poaceae) порядка Злакоцветные, или Мятликоцветные (Poales). 

Кладограмма в соответствии с Системой APG IV:
|  |                                      |  |                                   |                                   |                 |  | ещё 13 семейств | ещё 13 семейств |                  |  |  |  | еще 178 видов |
|  |                                      |  |                                   |                                   |                 |  | ещё 13 семейств | ещё 13 семейств |                  |  |  |  | еще 178 видов |
|  |                                      |  |                                   | порядок Злакоцветные              |                 |  |                 |                 | род Вейник       |  |  |  |               |
|  |                                      |  |                                   | порядок Злакоцветные              |                 |  |                 |                 | род Вейник       |  |  |  |               |
|  | отдел Цветковые, или Покрытосеменные |  |                                   |                                   | семейство Злаки |  |                 |                 | Вейник пурпурный |  |  |  |               |
|  | отдел Цветковые, или Покрытосеменные |  |                                   |                                   | семейство Злаки |  |                 |                 |                  |  |  |  |               |
|  |                                      |  | ещё 63 порядка цветковых растений | ещё 63 порядка цветковых растений |                 |  |                 | ещё 120 родов   | ещё 120 родов    |  |  |  |               |
|  |                                      |  |                                   | ещё 63 порядка цветковых растений |                 |  |                 |                 | ещё 120 родов    |  |  |  |               |

### Синонимы
Гомотипные синонимы:
- Arundo purpurea Trin., 1821basionym
- Deyeuxia purpurea (Trin.) Kunth, 1829

Гетеротипные синонимы:
- Agrostis groenlandica Steud., 1854
- Arundo langsdorffii Link, 1821
- Calamagrostis amurensis Prob., 1983
- Calamagrostis baicalensis Litv., 1911
- Calamagrostis barbata V.N.Vassil., 1963
- Calamagrostis canadensis subsp. langsdorffii (Link) Hultén, 1942
- Calamagrostis canadensis var. langsdorffii (Link) Inman, 1922
- Calamagrostis canadensis var. punctulata (Ohwi) T.Shimizu, 1983
- Calamagrostis confusa V.N.Vassil., 1950
- Calamagrostis elata Blytt, 1861
- Calamagrostis elata var. pallidiflora Blytt, 1861
- Calamagrostis flexuosa Rupr., 1846
- Calamagrostis fusca Kom., 1932
- Calamagrostis grandis Petrov, 1930
- Calamagrostis halleriana (Link) Hack. var. langsdorffii (Link) Hack., 1893
- Calamagrostis halleriana var. phragmitoides (Hartm.) Hack., 1893
- Calamagrostis halleriana var. pulchella Hartm., 1849
- Calamagrostis halleriana var. rivalis Torges, 1902
- Calamagrostis hirsuta A.I.Baranov & Skvortsov, 1954, nom. illeg.
- Calamagrostis lanceolata Trin. ex Steud., 1840, pro syn.
- Calamagrostis langsdorffii (Link) Trin., 1824
- Calamagrostis langsdorffii Nyman, 1882, pro syn.
- Calamagrostis langsdorffii var. decipiens Pavlov, 1929
- Calamagrostis langsdorffii var. flexuosa (Rupr.) Tzvelev, 2019
- Calamagrostis langsdorffii var. gracilis Litv., 1822
- Calamagrostis langsdorffii var. latifolia Jarosch., 1962
- Calamagrostis langsdorffii var. major Litv., 1911
- Calamagrostis langsdorffii var. manshurica (A.I.Baranov & Skvortsov) Kitag., 1979
- Calamagrostis langsdorffii var. minor Litv., 1922
- Calamagrostis langsdorffii var. montana Jarosch., 1962
- Calamagrostis langsdorffii f. pallida Litv., 1922
- Calamagrostis langsdorffii var. piligera Litv., 1920
- Calamagrostis langsdorffii var. pulchella (Hartm.) Litv., 1922
- Calamagrostis langsdorffii var. punctulata Ohwi, 1936
- Calamagrostis langsdorffii var. ramosa (Nakai) Nakai, 1926
- Calamagrostis langsdorffii subsp. trinii Almq. & Lehbert, 1911
- Calamagrostis langsdorffii var. viridiflora Honda, 1930
- Calamagrostis lapponica f. monstruosa Miyabe & Kudô, 1930
- Calamagrostis latifolia Blytt, 1861
- Calamagrostis manshurica A.I.Baranov & Skvortsov, 1965
- Calamagrostis notabilis Litv., 1921
- Calamagrostis pallidiflora Müll.Berol., 1965, pro syn.
- Calamagrostis phragmitoides Hartm., 1832
- Calamagrostis phragmitoides var. breviaristata Hartm., 1849
- Calamagrostis phragmitoides var. condensata Lange, 1880
- Calamagrostis phragmitoides var. elata (Blytt) Andersson, 1852
- Calamagrostis phragmitoides subsp. flexuosa (Rupr.) K.Richt., 1890
- Calamagrostis phragmitoides var. flexuosa (Rupr.) Griseb., 1852
- Calamagrostis phragmitoides var. glaucescens Blytt, 1847
- Calamagrostis phragmitoides var. laevigata Lange, 1880
- Calamagrostis phragmitoides var. latifolia (Blytt) Andersson, 1852
- Calamagrostis phragmitoides var. major Andersson, 1852
- Calamagrostis phragmitoides var. minor Andersson, 1852
- Calamagrostis phragmitoides var. rubicunda (Blytt) Nyman, 1882
- Calamagrostis pooides V.N.Vassil., 1963, nom. illeg.
- Calamagrostis poplawskae Roshev., 1936
- Calamagrostis pseudophragmites Blytt, 1861, nom. illeg.
- Calamagrostis pseudophragmites var. glaucescens (Blytt) Blytt, 1861
- Calamagrostis pseudopurpurea Gerstl. ex O.R.Heine, 1972
- Calamagrostis pulchella Blytt, 1861, [[sensu auct.]]
- Calamagrostis purpurea f. akkeshiensis H.Sato & Hideki Takah., 2016
- Calamagrostis purpurea f. amurensis (Prob.) H.Sato & Hideki Takah., 2016
- Calamagrostis purpurea subsp. amurensis (Prob.) H.Sato & Hideki Takah., 2016
- Calamagrostis purpurea subsp. barbata (V.N.Vassil.) Tzvelev, 1965
- Calamagrostis purpurea var. flexuosa (Rupr.) Soják, 1982
- Calamagrostis purpurea var. flexuosa (Rupr.) Tzvelev, 1974
- Calamagrostis purpurea f. glaucescens (Blytt) Holmb., 1922
- Calamagrostis purpurea subsp. gracilis (Litv.) Kuvaev, 2006
- Calamagrostis purpurea var. gracilis (Litv.) Tzvelev, 1974
- Calamagrostis purpurea subsp. langsdorffii (Link) Tzvelev, 1965
- Calamagrostis purpurea subsp. phragmitoides (Hartm.) Tzvelev, 1965
- Calamagrostis purpurea subsp. pseudopurpurea (Gerstl. ex O.R.Heine) G.C.S.Clarke, 1978
- Calamagrostis purpurea f. rubicunda (Blytt) Holmb., 1922
- Calamagrostis purpurea subsp. trinii Almq. & Lehbert, 1911
- Calamagrostis purpurea f. viridis Kneuck., 1906
- Calamagrostis purpurea var. vivipara Maxim., 1859
- Calamagrostis ramosa Nakai ex Honda, 1930, pro syn
- Calamagrostis rivalis (Torges) H.Scholz, 1971
- Calamagrostis rubicunda Blytt, 1861
- Calamagrostis tolmatschewii Blytt, 1984
- Calamagrostis trinii Almq. & Lehbert, 1911
- Calamagrostis unilateralis Petrov, 1930
- Calamagrostis villosa var. elata (Blytt) O.Fedtsch., 1915
- Calamagrostis villosa var. langsdorffii (Link) Asch. & Graebn., 1899
- Calamagrostis villosa var. ramosa Nakai, 1921
- Calamagrostis villosa var. rubicunda (Blytt) O.Fedtsch., 1915
- Calamagrostis viridula Takeda, 1910
- Calamagrostis viridula var. langsdorffii (Link) Hack., 1896
- Calamagrostis yendoana Honda, 1927
- Deyeuxia elata (Blytt) Munro ex Hook.f., 1861
- Deyeuxia langsdorffii (Link) Kunth, 1829
- Deyeuxia langsdorffii var. punctulata (Ohwi) Ohwi, 1958
- Deyeuxia purpurea var. langsdorffii (Link) Wen L.Chen, 2001